# Raimundo Fernández-Cuesta

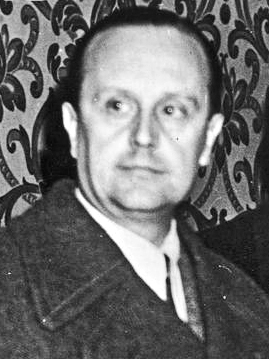
Raimundo Fernández-Cuesta y Merelo

Raimundo Fernández-Cuesta y Merelo (Madrid, 5 oktober 1896 - aldaar, 9 juli 1992) was een Spaans falangistisch politicus.

## Biografie
Fernández-Cuesta, een Madrileen van geboorte, was de zoon van een legerarts. Hij studeerde rechten aan de Complutense Universiteit van Madrid. Na zijn promotie was hij werkzaam in de advocatuur. Hij was sinds zijn jeugd bevriend met José Antonio Primo de Rivera (1903-1936) en was met hem een van de oprichters van de Falange Española (1933). Na de fusie van de Falange Española met de Juntas de Ofensiva Nacional-Sindicalista (JONS) in 1934 nam hij zitting in het hoofdbestuur en was hij secretaris van de nieuwe fusiepartij. Hij gold als een begenadigd spreker.
Bij de parlementsverkiezingen van 1936 slaagde hij er niet om in de Cortes gekozen te worden. Na het uitbreken van de Spaanse Burgeroorlog later dat jaar bevond hij zich in Madrid, dat deel uitmaakte van de republikeinse zone. Hij werd door de autoriteiten gearresteerd en geïnterneerd in de gevangenis van Alcalá de Henares. Pogingen van falangistische en nationalistische onderhandelaars om Fernández-Cuesta vrij te krijgen mislukten aanvankelijk, maar in 1937 werd hij geruild voor Justino de Azcarate, een republikeinse diplomaat die gevangen zat in de nationalistische zone. Vrijwel direct na zijn vrijlating hernam Fernández-Cuesta zijn positie in het hoofdbestuur. Hij steunde generaal Francisco Franco, de leider (Caudillo) van de nationalisten, in diens streven om de verschillende nationalistische krachten te verenigen in één partij. Na de oprichting van de Falange Española Tradicionalista y de las Juntas de Ofensiva de Nacional Sindicalista (FET y de las JONS), waar naast de falangistische partij, ook de katholieke, de carlistische en monarchistische verenigd waren, benoemde Franco Fernández-Cuesta tot secretaris-generaal van de nieuwe beweging; Franco werd als El Jefe de grote leider van de FET y de las JONS. In januari 1938 benoemde Franco hem tevens tot minister van Landbouw. Pogingen van Fernández-Cuesta om de invloed van de falangisten binnen de nationalistische zone te vergrootten mislukten echter: volgens Franco moest de revolutie worden uitgesteld tot na de burgeroorlog. Later bleek van uitstel afstel te komen: de revolutie zou nooit worden verwezenlijkt.
De meeste ministers - en ook Franco zelf - wantrouwden Fernández-Cuesta. Hij was het enige lid van de Franco-regering die er het oorspronkelijke falangistische gedachtegoed op na hield. De andere ministers waren alleen in naam falangistisch. Grote tegenstrever van Fernández-Cuesta binnen de regering was de zwager van Franco, Ramón Serrano Suñer, die als minister van Binnenlandse Zaken steeds meer invloed wist te verwerven. Aan het einde van de burgeroorlog verloor Fernández-Cuesta zijn ministerspost en werd hij ontheven van zijn taak als secretaris-generaal van de FET y de las JONS. In deze laatste functie werd hij opgevolgd door generaal Agustín Muñoz Grandes.
Na zijn ministerschap was Fernández-Cuesta achtereenvolgens ambassadeur in Brazilië (1940-1942) en in Italië (1942-1945). In juni 1943 was hij in die laatste functie getuige van de val van Mussolini. Na zijn terugkeer in Spanje werd hij lid van de Staatsraad (1945) en minister van Justitie (1945-1951). Zijn loyaliteit aan Franco nam alleen maar toe: hij was ervan overtuigd dat het falangisme alleen maar kon voortleven als Franco aan de macht bleef. Een regimewisseling zou het einde betekenen van het falangisme. Vanwege zijn loyaliteit werd hij in 1948 wederom secretaris-generaal van de FET y de las JONS. Acht jaar later kwam hij bij een kabinetsherschikking als gevolg van een studentenoproer ten val. Hij werd opgevolgd door José Luis Arrese, een falangist van de harde lijn. Fernández-Cuesta was nadien als rechtsgeleerde verbonden aan de Cortes. Hij verzette zich tegen de liberalisering van het regime en was een verklaard tegenstander van de terugkeer van de democratie na Franco's dood in 1975. Bij de parlementsverkiezingen van 1977 leidde hij een kartel van enige extreemrechtse partijen, waaronder de in 1976 opgerichte Falange Española de las JONS, volgens de oprichters de legitieme opvolger van de inmiddels ontbonden FET y de las JONS. Fernández-Cuesta gaf leiding aan deze splinterpartij tot 1983. Daarna trok hij zich uit het openbare leven terug.
Raimundo Fernández-Cuesta overleed op 95-jarige leeftijd in Madrid.

## Verwijzingen
- Bibsys: 1581514961051
- Biblioteca Nacional de España: XX907730
- Bibliothèque nationale de France: cb112856721 (data)
- Catàleg d'autoritats de noms i títols de Catalunya: 981058518516006706
- Gemeinsame Normdatei: 1068487534
- International Standard Name Identifier: 0000 0001 2142 5989
- Library of Congress Control Number: no2010101339
- Istituto Centrale per il Catalogo Unico: IEIV015024
- Système universitaire de documentation: 081932243
- Virtual International Authority File: 87818753
- WorldCat: E39PBJcWrjjWjRhXB7Gtj9RdwC

Raimundo Fernández-Cuesta (1938-1939) · Agustín Muñoz Grandes (1939-1941) · José Luis Arrese (1941-1945)1 · Raimundo Fernández-Cuesta (1948-1956) · José Luis Arrese (1956-1957) · José Solís Ruiz (1957-1969) · Torcuato Fernández-Miranda (1969-1974) · José Utrera Molina (1974-1975) · Fernando Herrero Tejedor (1975) · José Solís Ruiz (1975) · Adolfo Suárez-González (1975-1976) · Ignacio García López (1976-1977)
* 1 = Van 1945 tot 1948 was er geen minister-secretaris-generaal